# Droit ouzbek
Le droit ouzbek est l'ensemble des normes constitutionnelles et législatives s'appliquant à Ouzbékistan.

## Sources du droit

### Constitution
La Constitution est la norme fondamentale de l'Ouzbékistan,.
La Constitution est complétée par des lois constitutionnelles.

### Droit international
Les principes universellement reconnus font partie du droit ouzbek. Les traités entrent en vigueur après leur ratification.

### Législation
Le pouvoir législatif est confié au Parlement ouzbek, composé de l'Oliy Majlis et du Sénat.

### Normes de la république autonome du Karakalpakstan
La Constitution du Karakalpakstan doit être conforme à la constitution ouzbek.
Cependant, la Constitution ouzbek dispose que les relations entre l’Ouzbékistan et le Karakalpakstan sont basées sur des traités. La République autonome dispose d'un droit de sécession.

## Sources

## Compléments